# Frutto dell'albero avvelenato
Il frutto dell'albero avvelenato è una metafora utilizzata nel linguaggio giuridico degli Stati Uniti (Fruit of the poisonous tree) per descrivere una prova che è stata ottenuta illegalmente. La logica di questa terminologia è che se la fonte (l'albero) della prova o la prova stessa è viziata (poisonous) allora ogni decisione presa (il frutto) in base ad essa è a sua volta viziata.

## Negli Stati Uniti
La dottrina che sta alla base della metafora venne descritta per la prima volta in Lumber Co. v. United States. Il primo utilizzo della metafora così come è conosciuta venne effettuato da parte del giudice Felix Frankfurter in Nardone v. United States (1939).
Questo tipo di prove non sono generalmente ammissibili in tribunale. Ad esempio, se un agente di polizia conducesse una perquisizione illegale (secondo il Quarto Emendamento della Costituzione statunitense) di un'abitazione e trovasse la chiave di un armadietto situato presso una stazione ferroviaria, e da questo armadietto si ottenessero delle prove di un crimine, queste prove sarebbero molto probabilmente inamissibili in quanto "frutto dell'albero avvelenato".
La testimonianza di un testimone che viene trovato attraverso modalità illegali non è automaticamente esclusa, tuttavia, a causa della "dottrina dell'attenuazione", che consente di ammettere in tribunale determinate prove o testimonianze se il legame tra il comportamento illegale della polizia e la prova o testimonianza risultante è sufficientemente attenuato. Ad esempio, un testimone che testimonia liberamente e volontariamente può essere considerato come un sufficiente fattore interveniente indipendente per "attenuare" la connessione tra la scoperta illegale del testimone da parte del governo e la testimonianza volontaria del testimone.
La dottrina è un'estensione della regola di esclusione che, soggetta ad alcune eccezioni, previene che le prove ottenute in violazione del Quarto Emendamento siano ammesse in un processo penale. Come per la regola di esclusione, questa dottrina ha lo scopo di scoraggiare la polizia dall'utilizzare mezzi illegali per ottenere delle prove.
Questa dottrina è soggetta a quattro eccezioni principali. La prova viziata è ammissibile se ricorre almeno una delle seguenti circostanze:
1. è stata scoperta in parte da una fonte indipendente e non viziata;
2. sarebbe stata inevitabilmente scoperta nonostante la fonte viziata;
3. la catena di causalità tra l'azione illegale e la prova viziata è troppo attenuata;
4. il decreto di perquisizione non è stato ritenuto valido in base alla causa probabile, ma è stato eseguito da agenti governativi in buona fede (eccezione della buona fede).

## In Europa
Questa dottrina è stata utilizzata dalla Corte europea dei diritti dell'uomo in Gäfgen c. Germania. Alcuni stati europei hanno leggi basate su questa dottrina ma applicabili solamente a determinati casi (come ad esempio nelle prove ottenute per mezzo della tortura) mentre la dottrina stessa non è riconosciuta come principio generale. 
Infatti, in assenza di espresse esclusioni di legge (es. inutilizzabilità delle intercettazioni) le prove ottenute illegalmente sono utilizzate dai tribunali per garantire che la sentenza emessa sia corretta dal punto di vista dei fatti, indipendentemente da come sono state acquisite, sulla base della tesi del male captum bene retentum. Tuttavia, la persona che ha ottenuto la prova in maniera illegale tipicamente deve affrontare un procedimento giudiziario indipendente da quello in cui le prove sono state utilizzate.

## Nel Regno Unito e in India
La posizione generale delle Corti inglesi si basa su una sentenza del 1861, in Regina c. Leathem, per ammettere le prove indipendentemente dalla legalità della loro provenienza:
| «It matters not how you get it; if you steal it even, it would be admissible in evidence.» |
| (Regina v. Leathem (1861) 8 Cox CC 498)                                                    |

Attingendo alla tradizione inglese, la dottrina non ha un parallelo in India e le corti ammetteranno le prove anche se ottenute illegalmente, soprattutto se potrebbero aiutare a provare la colpevolezza o l'innocenza. Sebbene la qualità delle prove possa essere sospetta, la posizione secondo cui le prove non dovrebbero essere prese in considerazione non è una posizione assunta dai tribunali indiani.
Ci sono altre considerazioni sull'ammissibilità della prova, come ad esempio se essa è stata ottenuta sotto coercizione o altra violazione dei diritti umani (inclusa la privacy), "se il suo effetto pregiudizievole sulla giuria avrebbe potuto superare il suo valore probatorio."
La Corte suprema indiana ha trattato il problema diverse volte, in modo decisivo nel 1971, pronunciandosi contro l'applicabilità di questa dottrina in India.
Nel 2019, il procuratore generale K. K. K. Venugopal ha sostenuto di fronte ai tre giudici della Corte Suprema, tra cui il Chief Justice, che i documenti ufficiali/classificati rubati al governo -che erano parte fondamentale del caso in questione- non dovrebbero essere presi in considerazione dal tribunale, siccome sono classificati, e il furto e la successiva consegna a un giornale era un reato ai sensi dell'Official Secrets Act. Il giudice K. M. Joseph ha osservato che "anche le prove rubate possono essere esaminate dalla Corte. Questo è ben definito dall'Evidence Act", mentre il giudice capo ha chiesto se sarebbe corretto per la corte ignorare un alibi (di un accusato) se fosse sostenuto sulla base di prove rubate. Il terzo giudice, Sanjay Kaul, ha ulteriormente osservato che anche se l'argomento del procuratore generale fosse corretto, qualunque prova sarebbe ammissibile se colpisse la coscienza della corte.
L'ammissibilità delle prove nei tribunali indiani dipende principalmente dalla rilevanza, e poi dalla fonte da cui proviene. La Corte Suprema indiana, in particolare, è autorizzata dalla Costituzione a far produrre qualsiasi documento dinanzi a essa. Difatti, nella sentenza del 1971, la decisione della Corte suprema si basa su Regina c. Leathem (1861).
A ogni modo, attenzioni nei confronti dell'auto-incriminazione, garantita dalla Costituzione, sono tenute in considerazione e le prove ottenute sotto coercizione costituiranno un motivo per rifiutare la validità, ma non la legalità della sola fonte.